# Сейны
Се́йны (пол. Sejny, лит. Seinai) — город на северо-востоке Польши, административный центр Сейненского повята Подлясского воеводства. Стоит на реке Марыха.

## Положение и общая характеристика
Город расположен недалеко от литовско-польского пограничного пункта Лаздияй — Огродники. Связан шоссе с Сувалками и Августовом. 
Место компактного проживания литовского национального меньшинства; в Челнах располагается штаб-квартира Общества литовцев в Польше («Stowarzyszenie Litwinów w Polsce»). Здесь же находится редакция литовского журнала «Aušra» («Аушра», т. е. «Заря»), консульство Литовской Республики и школа с преподаванием литовского языка при его поддержке.

## История
В письменных документах впервые упоминается в 1522 году. Городские права дарованы в 1563 году. Росту города содействовала деятельность доминиканцев. После третьего раздела Речи Посполитой город отошел Пруссии. В 1807 году стал частью Варшавского герцогства. В 1815—1915 годах в составе Царства Польского. В 1826 году открыта католическая духовная семинария. До 1915 года — уездный город Сувалкской губернии. 
В 1915 году город был захвачен Германской армией и включен в состав территории Ober Ost. В июле 1919 года перед выводом своих войск немцы передали Сейны литовским властям. В августе 1919 года Польская военная организация организовала в Сейнах успешное восстание против литовской администрации. В межвоенный период Литва выдвигала Польше территориальные претензии на Сейны и его окрестности. Во время Второй мировой войны город с 1939 года был оккупирован германской армией. Освобожден Красной армией 31 августа 1944 года.

## Население
По состоянию на 30 июня 2015 года население города составляло 5583 человека.

## Галерея

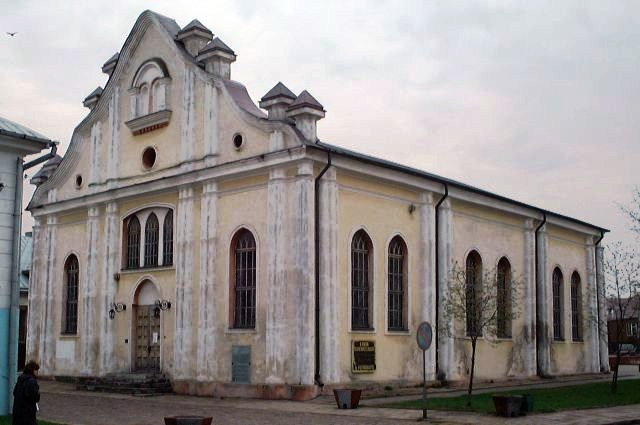
Синагога
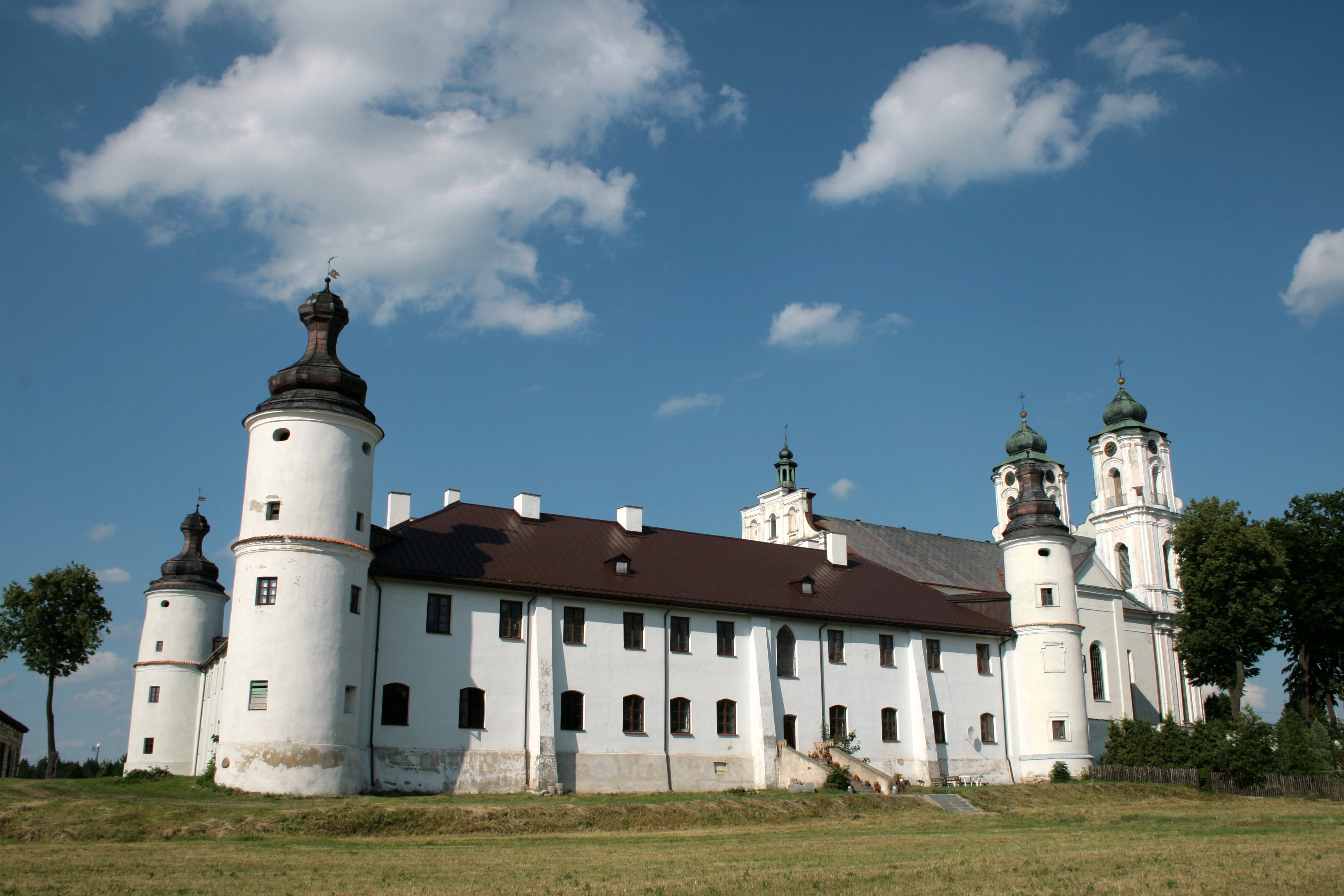
Доминиканский монастырь. XVII в.
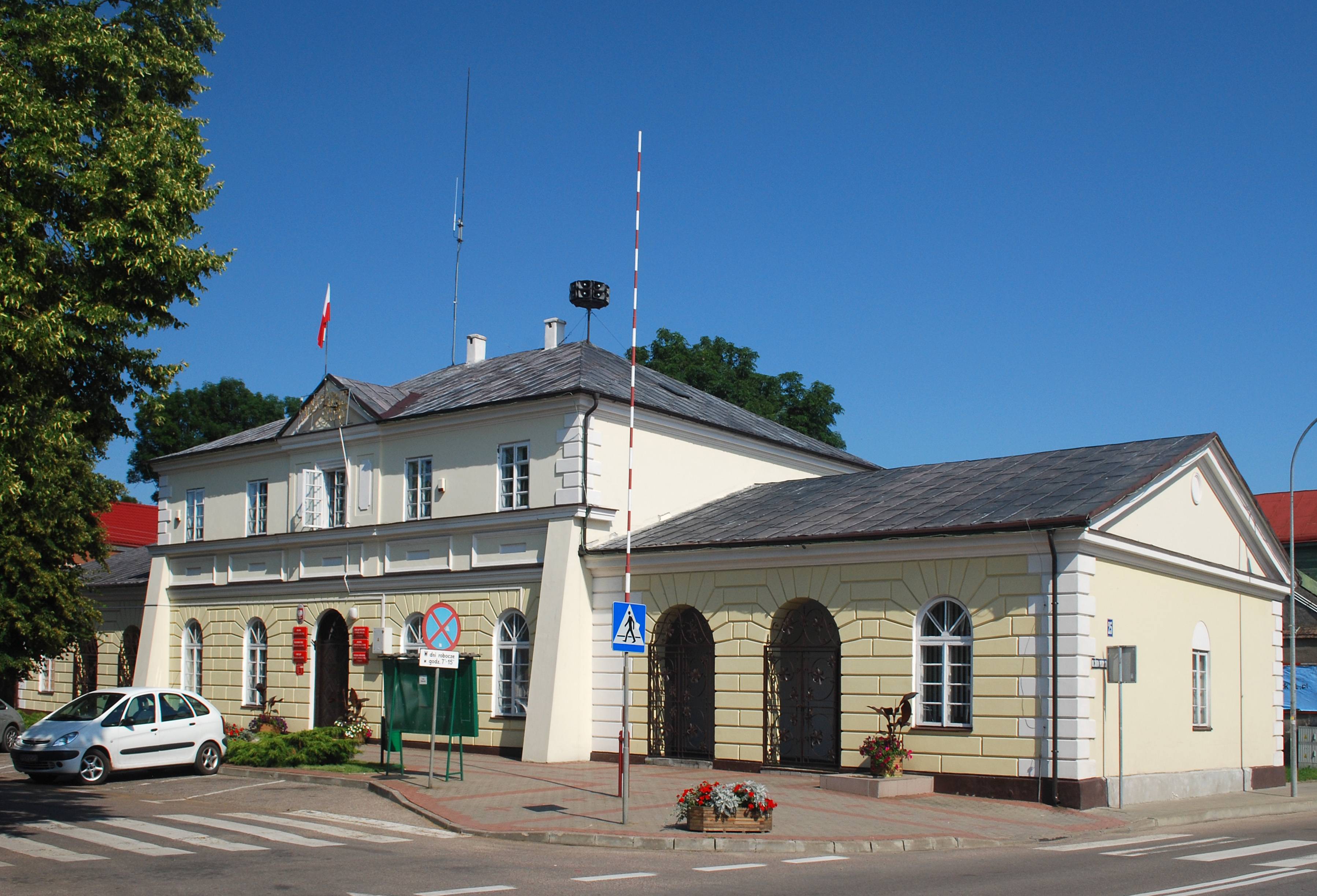
Ратуша